# Caproni Ca.60 Transaereo
Il Caproni Ca.60 Transaereo (noto anche come Noviplano Transaereo e citato in qualche occasione dalla stampa come Capronissimo) era un grande idrovolante da trasporto passeggeri, costruito in un unico prototipo dall'azienda italiana Caproni di Giovanni Battista Caproni e sperimentato senza successo nel 1921.
Spinto da otto motori e caratterizzato da tre cellule triplane per un totale di nove ali, era progettato per poter trasportare su distanze transatlantiche 100 passeggeri alla volta. Volò due volte, il 12 febbraio e il 4 marzo del 1921, decollando dal Lago Maggiore. Precipitò in acqua al termine del secondo volo, danneggiandosi in modo molto grave e ponendo fine agli ambiziosi test. Le uniche parti sopravvissute (alcuni frammenti dei galleggianti, un pannello di controllo, un motore) sono attualmente conservati presso il Museo dell'Aeronautica Gianni Caproni di Trento.

## Storia del progetto
Giovanni Battista Caproni, meglio noto come Gianni Caproni, era divenuto un affermato progettista e costruttore di aeroplani nel corso della prima guerra mondiale; l'azienda di costruzioni aeronautiche Caproni aveva riscontrato notevoli successi in particolare nel campo dei grandi bombardieri plurimotori, con velivoli come il Caproni Ca.32, il Ca.33, il Ca.36 e il Ca.40. La conclusione del conflitto, nel 1918, causò una drastica riduzione nelle commesse militari per gli aeroplani da bombardamento; quindi, come molti altri industriali dell'epoca, Caproni ripiegò sul mercato dell'aviazione civile.
Già nel 1913 il progettista, allora ventisettenne, aveva affermato in un'intervista per la Gazzetta dello Sport che «aeroplani capaci di cento e più passeggeri», in grado di superare distanze transoceaniche in circa 20 ore, sarebbero divenuti presto una realtà. Fu dopo la guerra che, oltre a convertire al ruolo di aerei di linea alcuni dei più grandi velivoli da bombardamento che avevano prestato servizio durante la guerra, Caproni effettivamente avviò la progettazione di un enorme e ambizioso idrovolante da trasporto passeggeri, un primo brevetto per il quale venne registrato già il 6 febbraio 1919.
Il progetto di un idrovolante plurimotore di grandi dimensioni per il trasporto a lungo raggio di un gran numero di passeggeri, giudicato all'epoca piuttosto stravagante, avrebbe consentito secondo Caproni di collegare zone difficilmente accessibili in modo più rapido di quanto sarebbe stato permesso dalle vie di terra e a un costo significativamente più basso di quello che sarebbe stato necessario per migliorare le vie di comunicazione convenzionali, stradali o ferroviarie. Affermando che il suo grande idrovolante avrebbe potuto essere impiegato su qualsiasi rotta, sia all'interno del territorio di una nazione sia a livello internazionale, il progettista aveva in mente la possibilità di sfruttarlo in paesi estesi, ma dotati di cattive infrastrutture per i trasporti, come la Cina.

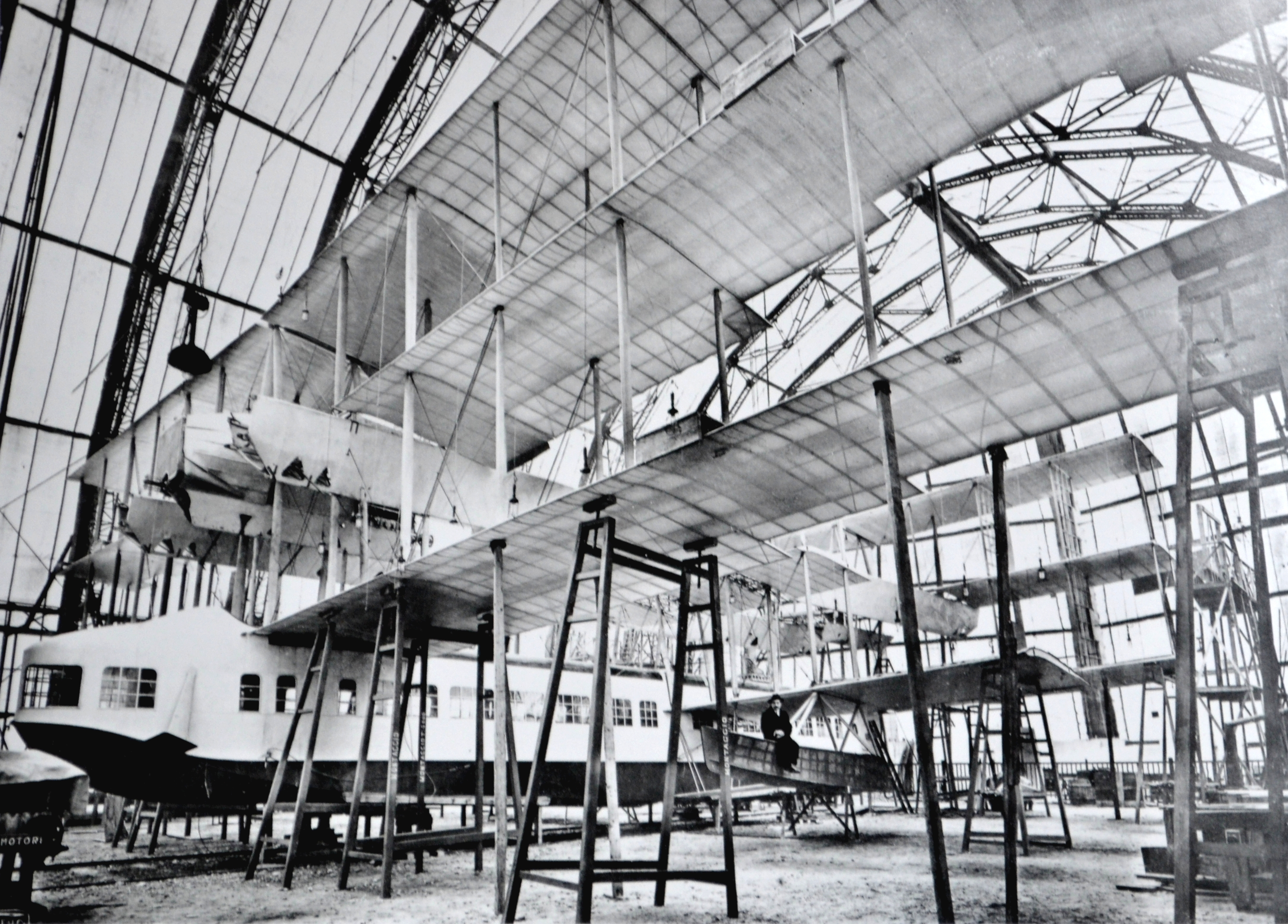
Il Transaereo in costruzione a Sesto Calende nel 1920. Gianni Caproni è seduto sul galleggiante laterale sinistro.

Caproni riteneva che per questi scopi non fosse sufficiente riadattare i velivoli impiegati in guerra: pensava invece che una nuova generazione di aeroplani, caratterizzati da una maggiore autonomia e da una capacità di carico aumentata (in grado di ridurre i costi per passeggero), avrebbe dovuto sostituire i residuati bellici nel ruolo di trasporti di linea.
Nonostante le critiche di alcuni esponenti, anche importanti, dell'aviazione italiana dell'epoca (soprattutto Giulio Douhet) Caproni avviò la progettazione di un velivolo estremamente innovativo; il primo brevetto relativo a questo progetto venne depositato all'inizio del 1919.
Consapevole dei problemi legati alla sicurezza del volo di linea che costituivano il fondamento delle critiche di Douhet, Caproni si concentrò su alcuni espedienti per migliorare l'affidabilità del velivolo e minimizzare i danni dovuti a eventuali incidenti. In primo luogo concepì il suo grande idrovolante come un plurimotore dotato di un numero di propulsori sufficiente a garantirgli la possibilità di rimanere in volo anche in caso di avarie a uno o più motori; addirittura, considerò la possibilità di dotare l'aereo di "motori di riserva" da spegnere una volta raggiunta la quota di crociera e da utilizzare in caso di emergenza. La configurazione idrovolante assicurava una relativa facilità nel portare a termine all'occorrenza atterraggi (propriamente, ammaraggi) di emergenza, per i quali risultava sufficiente qualsiasi specchio d'acqua abbastanza calmo e di dimensioni adeguate. Infine, riconobbe l'importanza di migliorare il comfort dei passeggeri alzando la quota di crociera; questo sarebbe stato reso possibile da sistemi di turbocompressione e regolazione del passo delle eliche, i quali avrebbero compensato la perdita di potenza dei motori all'aumentare della quota.
La costruzione del Transaereo prese avvio nella seconda metà del 1919 (il primo riferimento ad essa si trova in un quotidiano francese del 10 agosto; forse la costruzione delle prime parti iniziò nelle officine di Vizzola Ticino). In settembre la fiera aerea tenutasi presso le fabbriche Caproni a Taliedo, presso Milano, diede grande pubblicità all'ambizioso progetto. Sempre in settembre, Caproni sfruttò l'esperienza di volo di un grande idrovolante Caproni Ca.4 per affinare alcuni dei calcoli relativi al Transaereo. Nel 1920, poi, venne costruito sulle rive del Lago Maggiore (a Sesto Calende) il grande hangar nel quale si sarebbero svolti la maggior parte dei lavori per la costruzione dell'aeroplano. Qui vennero assemblate le parti costruite dai diversi subappaltatori della Caproni, molti dei quali avevano già collaborato con l'azienda durante la Grande Guerra.
Alla fine dell'anno il sito della costruzione venne visitato dall'ambasciatore statunitense Robert Underwood Johnson, che rimase ammirato dal grande idrovolante ormai prossimo al completamento. La stampa affermò che l'aereo avrebbe potuto cominciare i collaudi in volo nel gennaio 1921, e aggiunse che se i test avessero avuto esiti positivi la supremazia nel campo del trasporto aereo civile sarebbe passata all'Italia.
Il 10 gennaio vennero testati i motori del gruppo anteriore e le gondole motrici; non vennero riscontrate vibrazioni pericolose. Il 12 vennero provati con successo anche due dei motori posteriori. Il 15 Caproni inoltrò la richiesta di autorizzazione ad eseguire i test di volo presso Sesto Calende all'Ispettore Generale dell'Aeronautica, Generale Omodeo De Siebert.

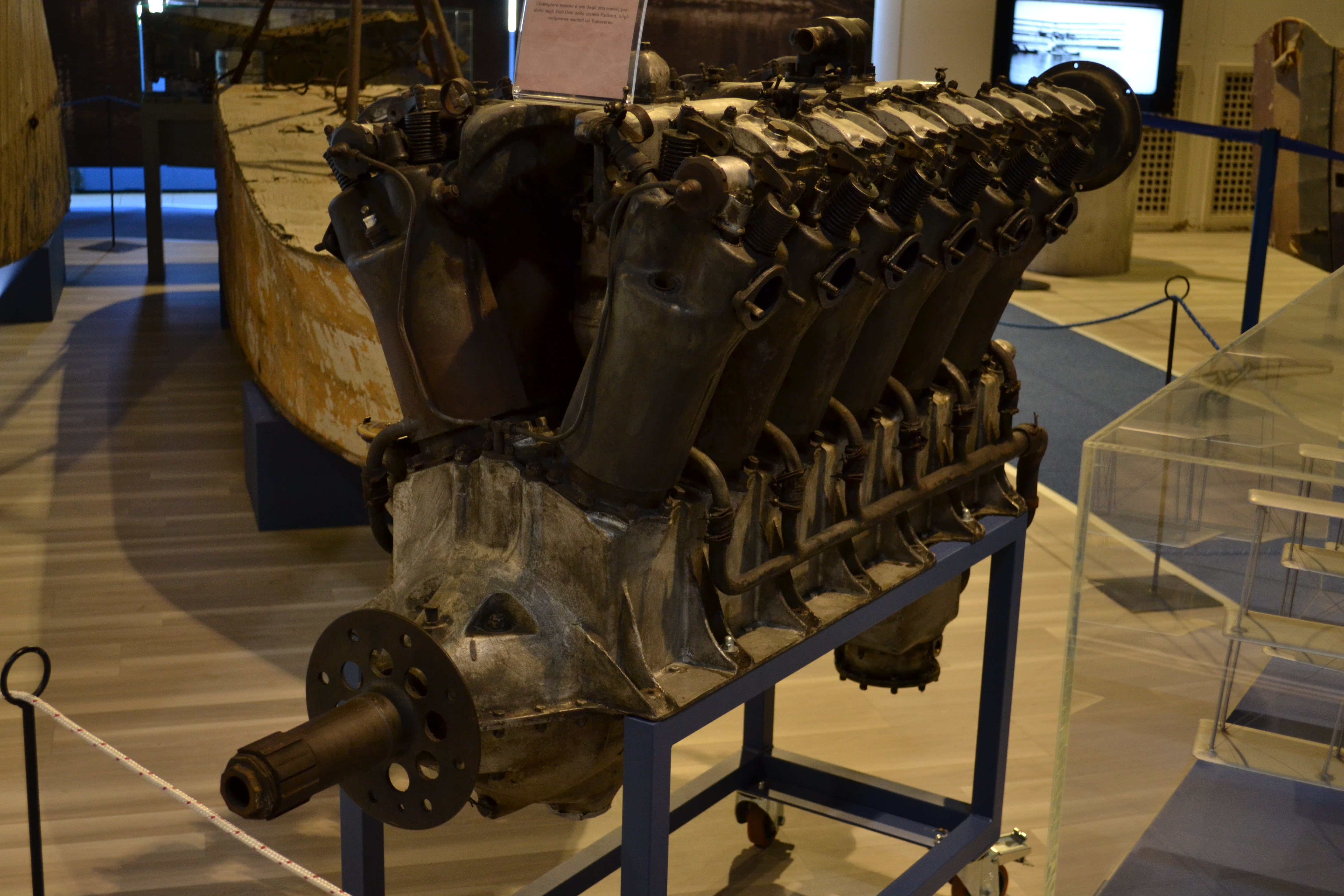
Uno degli otto motori Liberty L-12 installati sul Ca.60, l'unico sopravvissuto, è conservato presso il Museo dell'Aeronautica Gianni Caproni di Trento.

## Tecnica
Il Caproni Ca.60 Transaereo era un grande idrovolante a scafo, la cui cabina (che costituiva essa stessa il galleggiante principale) era appesa sotto tre cellule alari, ciascuna formata da tre ali sovrapposte, collocate una in testa all'aereo, una a metà della sua lunghezza (questa, un po' più in basso delle altre due) e un'altra in coda. L'apertura alare di ciascuna delle nove ali era di 30,00 metri, per una superficie alare totale di 750,00 metri quadrati; la fusoliera era lunga 23,45 metri e la struttura nel suo complesso era alta 9,15 metri.
Ciascuno dei tre gruppi di ali era ricavato dal recupero della velatura di un triplano da bombardamento Caproni Ca.4; diversi aerei di questo modello vennero riciclati a questo scopo dopo la fine del conflitto mondiale.
Il controllo del volo era garantito da un sistema di alettoni e timoni, in assenza di un piano orizzontale di coda. Il rollio (il movimento del velivolo verso destra o verso sinistra intorno all'asse longitudinale), era regolato in modo del tutto tradizionale dall'azionamento differenziale degli alettoni; il beccheggio (il movimento del velivolo verso l'alto o verso il basso intorno all'asse trasversale) invece, in assenza di equilibratori, era regolato dall'azionamento differenziale degli alettoni della cella alare anteriore e di quella posteriore; pur non essendo dotato di una coda (nel senso di un sistema di impennaggi) in senso convenzionale, il Transaereo aveva quattro superfici verticali collocate all'interno della cella alare posteriore che fungevano da derive e da timoni. Le ali erano dotate di un apprezzabile angolo di diedro, il quale contribuiva alla stabilità del velivolo in rollio. Inoltre, Caproni si aspettava che il Transaereo sarebbe stato estremamente stabile anche in beccheggio grazie alla configurazione delle tre cellule alari una dietro l'altra: tanto che affermò che l'aereo avrebbe potuto «essere pilotato con una mano sola.» Questo particolare sistema di controlli era stato brevettato da Caproni il 25 settembre 1918.

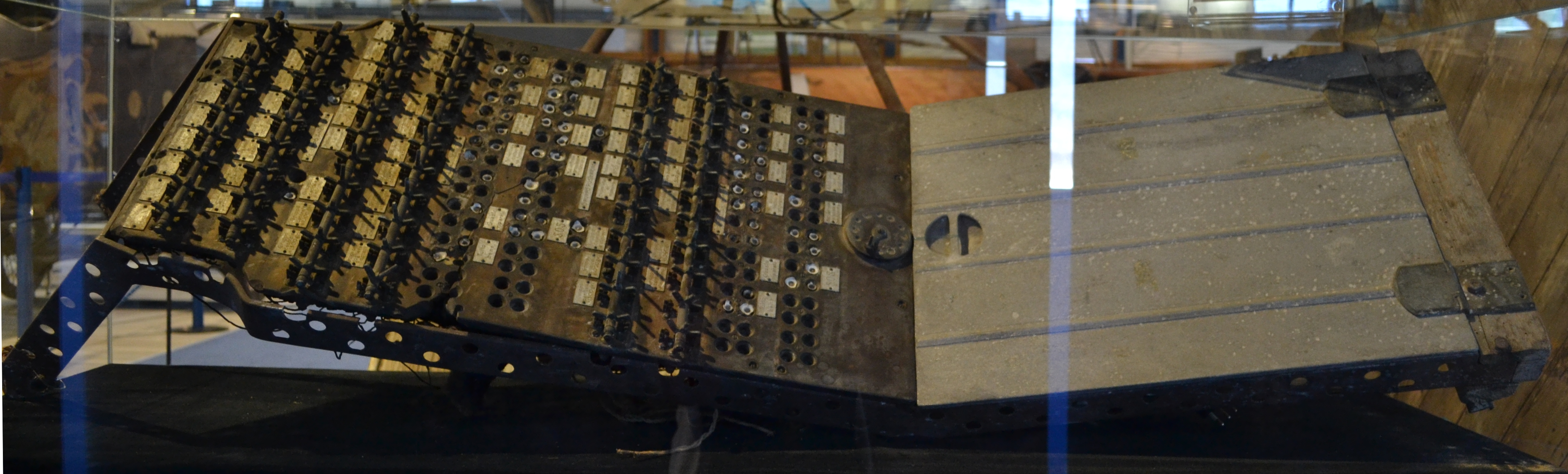
Il pannello con i controlli dei motori del Transaereo, esposto al Museo dell'Aeronautica Gianni Caproni di Trento. Gli interruttori e le lampadine su questo pannello erano usati dai piloti per comunicare gli ordini ai motoristi (ingegneri di volo) che si trovavano vicino ai due gruppi motopropulsori (ciascuno composto da 4 motori Liberty L-12) e controllavano direttamente la potenza da essi erogata.

L'aereo era propulso da otto motori a V a 12 cilindri Liberty L-12 di produzione statunitense; capaci di sviluppare 400 cavalli vapore ciascuno, essi erano i più potenti motori entrati in servizio durante la prima guerra mondiale. Erano disposti in due gruppi da quattro, uno all'altezza della prima cella alare (con due motori in posizione traente con eliche bipala e una gondola con due motori di cui uno spingente e l'altro traente, entrambi con eliche quadripala) e uno all'altezza della terza (con due motori in posizione spingente con eliche bipala e una gondola con due motori di cui uno traente e l'altro spingente, entrambi con eliche quadripala). Tutti i motori laterali e le due gondole erano sormontati da ampi radiatori. All'interno della gondola anteriore e di quella posteriore sedevano due motoristi, i quali azionavano i controlli della potenza erogata dai propulsori in risposta agli ordini ricevuti dai piloti per mezzo di un articolato sistema di luci e indicatori su un pannello di comunicazione e comando.
I serbatoi erano collocati nel soffitto della cabina all'altezza della seconda cella alare triplana, quella centrale. Il carburante raggiungeva i motori grazie a un sistema di pompe.
Oltre allo scafo principale, il velivolo era dotato di due galleggianti laterali (fissati sotto la cella alare centrale) che garantivano la stabilità intorno all'asse di rollio in fase di galleggiamento, di decollo e di ammaraggio. Per progettare i galleggianti Caproni si rivolse ad Alessandro Guidoni, uno dei più eminenti progettisti di idrovolanti dell'epoca. In considerazione delle eccezionali dimensioni dell'aeroplano, vennero studiati galleggianti e superfici idrodinamiche di tipo innovativo progettate in modo da ridurre le dimensioni e il peso.
La cabina che ospitava i passeggeri era chiusa e caratterizzata da finestre molto ampie. Per i viaggiatori erano predisposte panchette in legno con schienale da due posti ciascuna; esse erano organizzate in modo da generare "scompartimenti" aperti da quattro posti, con due panche che guardavano una verso l'altra: al contrario di quanto avviene negli aerei di linea contemporanei, alcuni passeggeri sedevano rivolti in direzione contraria a quella del moto. Il posto di pilotaggio, che ospitava un pilota e un copilota, era invece aperto: si trovava sopraelevato rispetto al pavimento della cabina (da cui si raggiungeva con una scaletta a pioli), con i busti dei membri dell'equipaggio che sporgevano oltre il soffitto.

## Impiego sperimentale
Il Transaereo venne estratto dal suo hangar per la prima volta il 20 gennaio 1921, e in quella data venne estensivamente fotografato. Il giorno successivo il velivolo avrebbe dovuto essere messo in acqua per la prima volta, e un cineoperatore avrebbe dovuto svolgere alcune riprese. Tuttavia, a causa del basso livello dell'acqua e di alcune difficoltà con la rampa che collegava l'hangar con il lago, l'idrovolante non poté essere messo in acqua come previsto. Ricevuta l'autorizzazione di De Siebert, la rampa venne allungata di un tratto il 24 gennaio, e poi ancora il 28. Tra difficoltà e tensioni il lavoro proseguì fino al 6 febbraio, quando Caproni venne informato che 30 centine alari erano rotte e andavano riparate prima di poter avviare i collaudi. Caproni scrisse:
Gli operai lavorarono intensamente per tutta la notte affinché il 7 si potessero cominciare i test. Le centine vennero riparate, e tuttavia – per la frustrazione di Caproni – un avviamento difettoso impedì di accendere un motore e le prove dovettero essere rimandate ancora.

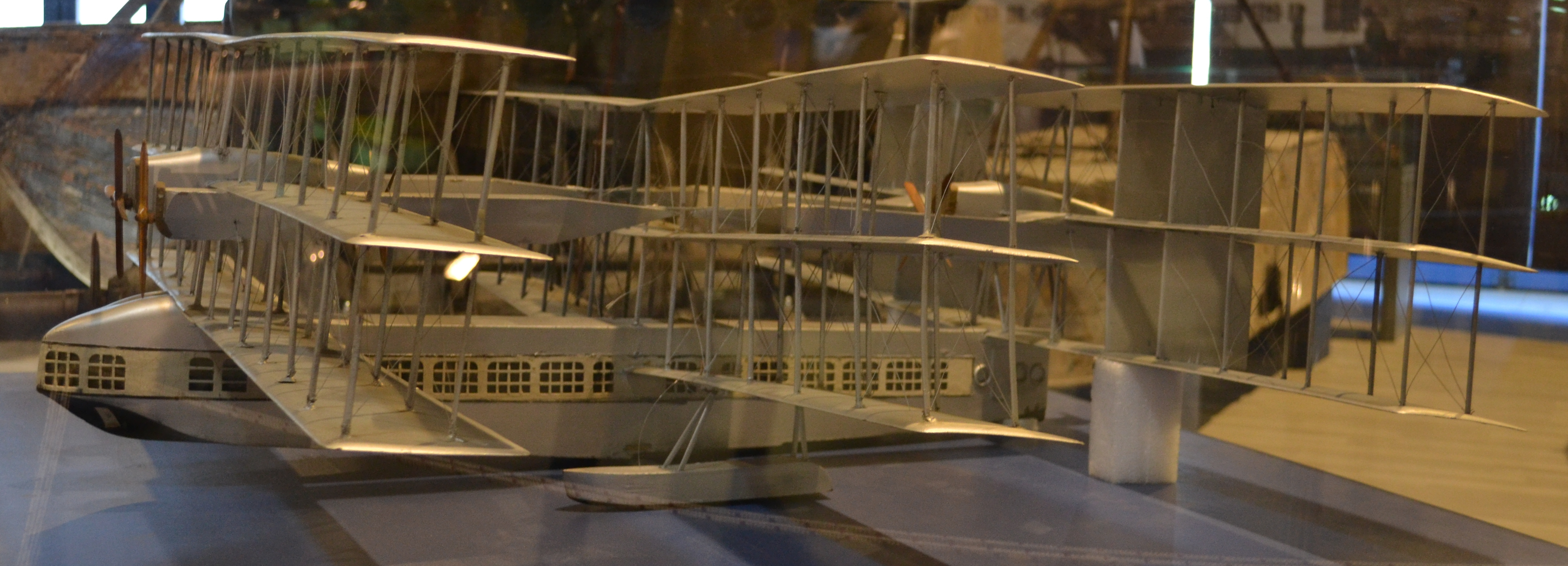
Un modello d'epoca del Caproni Ca.60, a sua volta conservato presso il Museo Caproni. Si nota in particolare la posizione dei due galleggianti laterali, oltre alla forma della sezione frontale dello scafo centrale.

Il 9 febbraio, infine, con i motori che funzionavano correttamente, il Transaereo venne messo in acqua e cominciò a fare delle manovre di flottaggio. Ai comandi c'era Federico Semprini, un ex istruttore di volo militare noto per aver fatto compiere un "giro della morte", o looping, a un bombardiere pesante trimotore Caproni Ca.33. Egli avrebbe pilotato il Transaereo in tutti i collaudi.
Sempre rimanendo in acqua, il velivolo compì alcune virate, poi accelerò simulando una corsa di decollo e compì altre manovre sotto gli occhi di Caproni e di altri importanti rappresentanti dell'aviazione italiana dell'epoca: Giulio Macchi e Alessandro Tonini della Nieuport-Macchi, Raffaele Conflenti della SIAI. Le prove vennero interrotte dal peggioramento del tempo meteorologico, ma il loro esito era stato positivo. L'aereo si era dimostrato docile ai comandi, manovrabile e stabile; aveva rivelato di essere eccessivamente leggero in prua e dopo la fine del volo ci si accorse che era stata imbarcata un po' di acqua, ma Caproni era tranquillizzato.
Il giorno successivo l'ingegnere rifece alcuni dei suoi calcoli e stabilì di caricare l'aereo con 200 o 300 chilogrammi di zavorra in prua prima di procedere con ulteriori prove. Mentre i sacchetti di sabbia venivano caricati, Caproni constatò:
Altri test di manovra in acqua vennero portati a termine con successo l'11 febbraio. Il 12 febbraio 1921, con la prua dell'idrovolante appesantita da 300 chilogrammi di zavorra, l'aereo raggiunse gli 80 chilometri orari e decollò per la prima volta. Anche in volo si rivelò stabile e rispose bene ai comandi.

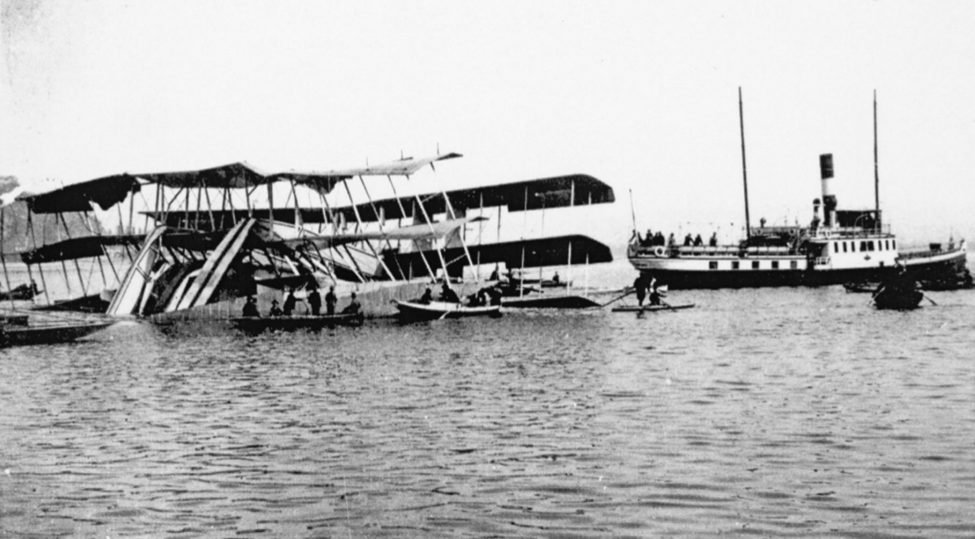
Il relitto del Transaereo viene trainato a riva da un piroscafo dopo essere precipitato, danneggiandosi gravemente, nel corso del suo secondo volo di prova il 4 marzo 1921.

Il secondo volo ebbe luogo il 4 marzo. Semprini (secondo quanto raccontò in seguito) accelerò l'aereo fino a 100 o 110 chilometri orari, tenendo il volantino tirato verso di sé; improvvisamente l'aereo si staccò dall'acqua e iniziò a salire in assetto fortemente cabrato; il pilota ridusse la potenza dei motori, poi la coda dell'aereo iniziò ad abbassarsi e a perdere quota fuori controllo. La coda si schiantò contro la superficie dell'acqua, seguita dopo un istante dalla prua, la quale sbatté violentemente e ruppe la parte anteriore dello scafo. La cella alare anteriore collassò in acqua insieme alla prua del velivolo, mentre le due celle alari posteriori e la poppa continuarono a galleggiare. Il pilota riuscì a uscire dal relitto indenne.
Caproni, che arrivando da Vizzola Ticino in automobile aveva avuto dei ritardi dovuti a dell'acqua nel carburante, giunse solo allora sulle rive del Lago Maggiore. In seguito commentò: «Così il frutto di anni di lavoro, un aereo che avrebbe dovuto porre le basi dell'aviazione del futuro, tutto perso in un momento! Ma non si può lasciarsi prendere dallo sconcerto se si vuole andare avanti.»
All'epoca le cause dell'incidente vennero identificate nella concomitanza di due fattori: la scia di un piroscafo che navigava a poca distanza da dove il Transaereo compì la sua corsa di decollo, la quale probabilmente interferì e portò l'idrovolante a decollare prima del dovuto; e un errore del pilota Semprini, che continuò a tirare sui comandi nel tentativo di prendere quota quando invece avrebbe dovuto eseguire delle manovre correttive, ad esempio abbassare leggermente il muso per acquistare velocità, tenendo presente il fatto di avere tra le mani un aeroplano molto grande e inerte. Analisi più recenti hanno messo in evidenza che la causa principale dell'incidente avrebbe potuto essere invece il movimento dei sacchi di sabbia che erano stati collocati nella cabina come zavorra per simulare la presenza dei passeggeri: essi, non vincolati ai sedili, si sarebbero spostati verso la coda dell'aereo quando esso, al decollo, improvvisamente si impennò; appesantendo notevolmente la coda resero il grande velivolo quasi incontrollabile, portarono il muso ad alzarsi ancora di più e la parte posteriore dell'aereo a precipitare in acqua, seguita dal resto della struttura.
I danni che l'aereo aveva subito nello schianto erano molto gravi, ma i due terzi posteriori della fusoliera e del complesso delle ali erano rimasti quasi intatti. Tuttavia il Transaereo dovette essere trainato a riva dal punto, in mezzo al lago, in cui era precipitato. Nel corso del tragitto (venne trainato da una barca che, forse, era la stessa la cui scia aveva interferito con il decollo) il velivolo subì ulteriori danni: la fusoliera imbarcò molta acqua e finì in gran parte sommersa, e anche i due gruppi di ali posteriori si danneggiarono, accartocciandosi e finendo in parte in acqua. La possibilità di riparare l'aereo era piuttosto remota; dopo l'incidente erano rimaste utilizzabili solo le parti in metallo e i motori, e sarebbe stato necessario ricostruire quasi tutte le parti in legno. Il costo della riparazione dell'aereo, secondo la stima di Caproni stesso, sarebbe stato circa un terzo di quello che era stato il costo per la costruzione del prototipo, ma non era certo che le risorse dell'azienda sarebbero state sufficienti per questo. Dopo un momento di iniziale sconforto, comunque, Caproni già il 6 marzo cominciò a pensare alle modifiche da apportare al progetto per poterlo portare avanti; convinto che la strada intrapresa con il Transaereo fosse quella giusta verso la realizzazione del sogno del trasporto aereo civile su larga scala, decise di costruire un modello in scala 1:4 per proseguire gli studi.

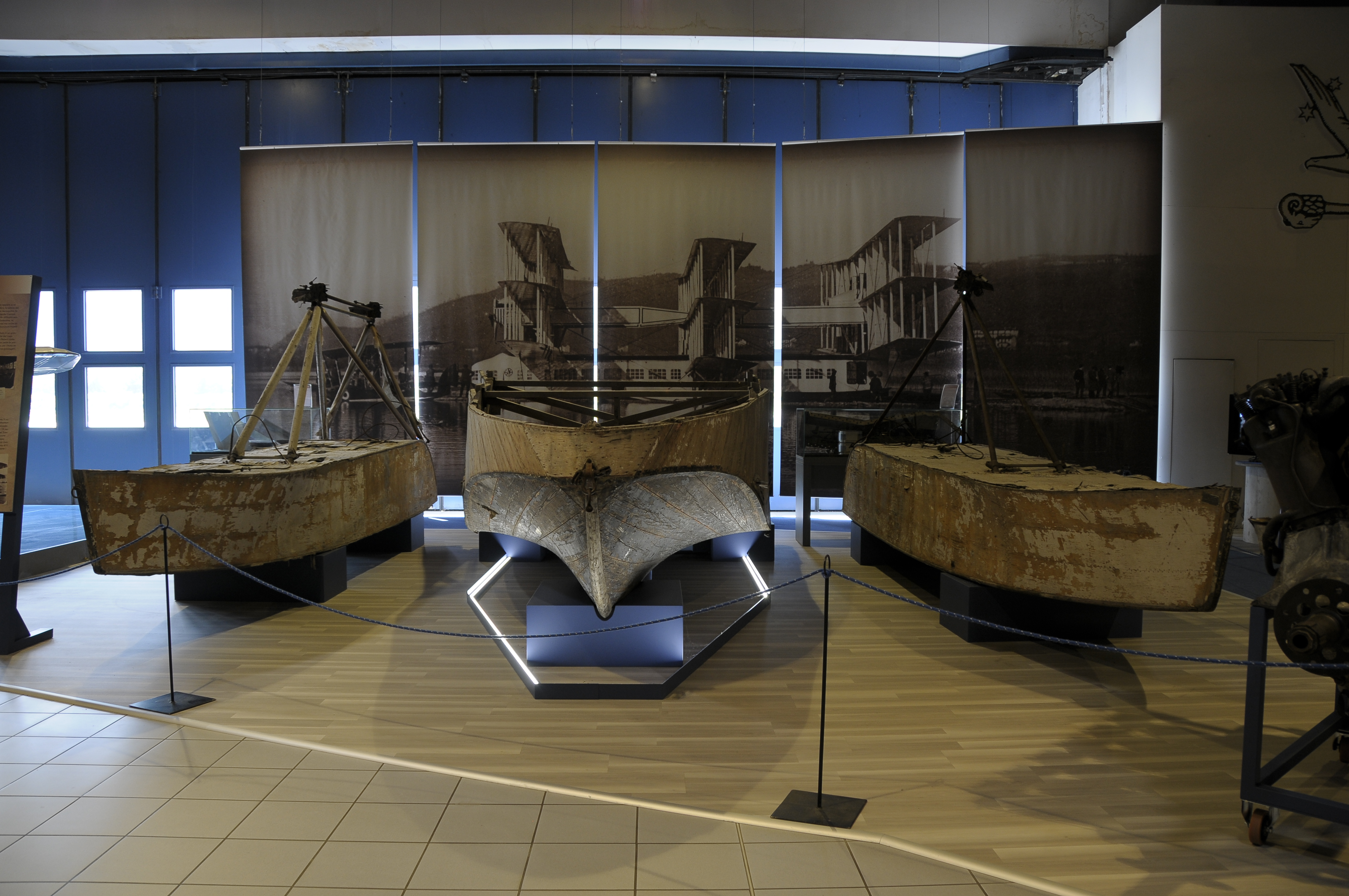
I frammenti sopravvissuti dei due galleggianti laterali e della sezione frontale dello scafo centrale.

Dopo aver parlato con De Siebert e con Ivanoe Bonomi (ministro della guerra fino a poco tempo prima) Caproni pensò di poter costruire un modello in scala 1:3, e ricevette da Bonomi la promessa che, in caso di una sua vittoria alle elezioni, il governo gli avrebbe garantito il supporto finanziario necessario. Tuttavia, anche se in luglio Bonomi divenne primo ministro, priorità politiche più urgenti significarono di fatto la fine del progetto del Transaereo.
Pur avendo rappresentato un sostanziale insuccesso, il Ca.60 è tuttora considerato «uno dei più straordinari velivoli mai costruiti.»

## Esemplari attualmente esistenti
La maggior parte della struttura semidistrutta del relitto andò perduta dopo che il progetto del Transaereo venne abbandonato. Tuttavia, grazie alla sensibilità storica della famiglia Caproni, alcuni frammenti sopravvissero: i due galleggianti laterali, la sezione frontale del galleggiante-scafo centrale, un pannello di comunicazione tra i piloti e i motoristi e uno degli otto motori Liberty si salvarono e (dopo aver seguito il Museo Caproni in tutte le sue vicissitudini tra la fondazione, nel 1927, e il trasferimento alla sede attuale, presso Trento, nel 1992) sono stati esposti nel salone espositivo principale del museo, insieme al resto della collezione permanente, nel 2010.
Sono sopravvissute anche una sezione di una delle due travi longitudinali che, collegando il gruppo motopropulsore anteriore a quello posteriore, rafforzavano la struttura alare e una delle alette che univano lo scafo ai galleggianti laterali; questi frammenti sono conservati al museo di Volandia, in provincia di Varese, negli stessi capannoni che per molti anni ospitarono le officine della ditta Caproni.

## Il Caproni Ca.60 nella cultura di massa
Il velivolo compare nel film d'animazione del 2013 Si alza il vento di Hayao Miyazaki, nel quale viene rappresentato, presumibilmente, il secondo volo, conclusosi con la distruzione del velivolo.

### Annotazioni
1. ↑  Quello che oggi è chiamato in genere Caproni Ca.60 Transaereo venne inizialmente designato "3000", secondo la consuetudine di Caproni, dalla potenza totale installata espressa in cavalli vapore; in seguito fu ribattezzato "Transaereo", per essere designato "Ca.60" solo a posteriori. La denominazione "Capronissimo", considerata dagli storici assolutamente arbitraria, si deve in tempi più recenti alla stampa internazionale. Si veda (EN)   Gregory Alegi, The castle door, the mooring pylon and the Transaereo, in WW1 Aero – The journal of the early aeroplane, agosto 2006,  pp. (193): 15, 17 e (194): 35, ISSN 0736-198X..
2. ↑  Caproni scrisse: «Ci sono paesi, come la Cina, con territori immensi e sistemi di trasporto e comunicazione molto arretrati; questi paesi si rivolgeranno ai mezzi che offrono il maggiore progresso.» Si veda Alegi, (193): 16.
3. ↑  Caproni affermò anche: «Prendendo in considerazione due centri come New York e Buenos Aires risulta chiaro che, con le comunicazioni di oggi, una lettera impiega circa un mese per andare da New York a Buenos Aires e altrettanto impiega la risposta. [...] Con un velivolo come il Caproni a tripla ala il viaggio da New York a Buenos Aires potrebbe richiedere tre o quattro giorni! Oggi un telegramma, sempre tra New York e Buenos Aires, impiega un giorno ad arrivare a destinazione; costa da 53 centesimi a un dollaro per parola. Che succederebbe se, a un costo più o meno uguale, fosse possibile inviare a Buenos Aires non un telegramma di poche parole ma una lettera, un documento firmato, beni, disegni [...] ?» Si veda Alegi, (193): 16.
4. ↑  In sostanza, la cellula alare posteriore avrebbe agito come uno stabilizzatore particolarmente grande ed efficace.
5. ↑  Alegi, (193): 23 riporta come data del primo volo il 12 febbraio 1921. Il Museo dell'Aeronautica Gianni Caproni, in un pannello esplicativo collocato presso i resti del Ca.60, riporta invece la data del 2 marzo.

### Fonti
1. 1 2   Enzo Angelucci, Paolo Matricardi, Guida agli aeroplani di tutto il mondo – Dal 1918 al 1935, 1ª ed., Verona, Arnoldo Mondadori Editore, marzo 1976,  pp. 150-151.
2. ↑   Rosario Abate, Gregory Alegi, Giorgio Apostolo, Aeroplani Caproni – Gianni Caproni ideatore e costruttore di ali italiane, Museo Caproni, 1992,  p. 242, ISBN non esistente.
3. 1 2 3 4   Caproni Ca.60, su Museo dell'Aeronautica Gianni Caproni. URL consultato il 24 febbraio 2012 (archiviato dall'url originale il 26 febbraio 2012).
4. 1 2  (EN)   Gregory Alegi, The castle door, the mooring pylon and the Transaereo – Part 1, in WW1 Aero – The journal of the early aeroplane, n. 193, agosto 2006,  pp. 23-24, ISSN 0736-198X.
5. 1 2  Anno 2012.
6. 1 2  Alegi, (193): 15.
7. 1 2  Museo dell'Aeronautica Gianni Caproni, esposizione La sfida del volo, 2011.
8. ↑  Alegi, (193): 15-17.
9. 1 2  Alegi, (193): 16.
10. ↑  Alegi, (193): 15-16.
11. 1 2 3 4 5  Alegi, (193): 17.
12. 1 2 3 4 5 6 7 8  Alegi, (193): 18.
13. 1 2  Alegi, (193): 20.
14. ↑  Alegi, (193): 17-18.
15. ↑   R.G. Grant, (ed. italiana a cura di R. Niccoli), Il volo – 100 anni di aviazione, Novara, DeAgostini, 2003,  p. 74, ISBN 88-418-0951-5.
16. ↑  Alegi, (193): 18, 21.
17. ↑  Alegi, (193): 20-22.
18. 1 2  Alegi, (193): 22.
19. ↑  Alegi, (193): 22-23.
20. ↑  Alegi, (193): 23.
21. 1 2 3  Alegi, (194): 32.
22. 1 2 3 4 5  Alegi, (194): 35.
23. ↑  Grant, p. 164.